# Catherine Hare
Catherine Hare o Catherine Willianson (nom de casada) (Bridgend, Gal·les, 13 de març de 1982) és una ciclista gal·lesa professional del 2005 al 2012. Combina la carretera amb el ciclisme de muntanya.

## Palmarès en ciclisme de muntanya
- 2013
  - 1a a la Cape Epic